# Tucson International Airport

i7
i11
i13
Der Tucson International Airport (IATA-Code: TUS, ICAO-Code: KTUS) ist der internationale Verkehrsflughafen der amerikanischen Großstadt Tucson im US-Bundesstaat Arizona. Er wird sowohl zivil als auch militärisch genutzt.
Im Geschäftsjahr 2017/18 wurden 3.551.159 Passagiere abgefertigt und 131.189 Flugbewegungen verzeichnet. Er ist damit weit hinter dem Phoenix Sky Harbor International Airport der zweitgrößte Flughafen in Arizona. 2017 wurden am Flughafen etwa 16.141 Mitarbeiter beschäftigt.
Nicht zu verwechseln ist der Flughafen mit der etwas nördlicher gelegenen Davis-Monthan Air Force Base, welche auch den Flugzeugfriedhof von Tucson umfasst, wo zeitweilig nicht mehr benötigte militärische Maschinen eingemottet und alte Maschinen verschrottet werden.

## Lage und Verkehrsanbindung
Der Tucson International Airport liegt zwölf Kilometer südlich des Stadtzentrums von Tucson. Die Interstate 10 verläuft östlich des Flughafens, die Interstate 19 westlich des Flughafens.
Der Tucson International Airport wird durch Busse in den öffentlichen Personennahverkehr eingebunden, die Routen 11 und 25 des Nahverkehrsbetriebs Sun Tran verbinden ihn regelmäßig mit dem Stadtzentrum von Tucson.

## Geschichte
Der Tucson International Airport wurde im Jahr 1919 eröffnet. Der erste kommerzielle Flug wurde von der Standard Airlines
1928 durchgeführt. Im Jahr 1948 wurde die Tucson Airport Authority gegründet, welche den Flughafen bis heute betreibt. Im Jahr 1963 wurde ein neues Terminal errichtet.
Beginnend in den 1960er-Jahren mit dem Höhepunkt in den 1970er- und 1980er-Jahren diente der Flughafen Tucson auch als Flugzeugfriedhof, auf dem Flugzeuge während vorübergehender Stilllegung abgestellt, oder aber ausgeschlachtet und verwertet werden.

## Terminal
Das Terminal wurde zwischen 2000 und 2005 umfassend renoviert. Es gibt zwei Abfertigungshallen, von denen jeweils ein Gang zu den verschiedenen Gates mit Fluggastbrücken abzweigt. Im Erdgeschoss sind die Gepäckanlagen untergebracht. In einem Gebäude östlich des Terminals befinden sich die Mietwagenfirmen.

### Internationales Terminal
Dieses Gebäude befindet sich ca. 100 m westlich von der zentralen Abfertigungshalle. Hier ist die Zoll- und Passkontrolle für internationale Ankünfte untergebracht. Mit Stand März 2014 erfolgen keine internationalen Linienflüge mehr. Gleichwohl werden pro Jahr „einige Tausend“ internationale Ankünfte in der Bedarfs- und Privatfliegerei abgefertigt.

## Militärische Nutzung
Im Nordwesten des Flughafengeländes betreibt die Arizona Air National Guard den 162d Fighter Wing mit über 70 Maschinen des Typs F-16 Fighting Falcon. Neben den normalen Aufgaben der Air National Guard, ist der 162 FW auch für die Ausbildung von Piloten auf der F-16 zuständig; dies wird für nationale und internationale Kunden ausgeführt.

## Zwischenfälle
- Am 4. November 1954 kam es an einer Convair CV-240/T-29A der United States Air Force (USAF) (Luftfahrzeugkennzeichen 50-0189) beim Start vom Flughafen Tucson zu einem Triebwerksausfall. Beim Versuch der Rückkehr zum Flughafen kollidierte die Maschine mit einer Stromleitung und stürzte ab. Dabei kamen 4 der 15 Insassen ums Leben.[9]

- Am 26. November 1992 fielen auf einem Übungsflug an einer Cessna 404 Titan des United States Customs Service (N5429J) beide Triebwerke aus. Der Pilot hatte entgegen dem Betriebshandbuch einen langen und schnellen Sinkflug mit Gemischeinstellung auf „voll Reich“ durchgeführt, wobei die Motoren zu stark abkühlten. Die Maschine schlug in der Nähe des Flughafens Tucson im Gelände auf. Der Pilot, der einzige Insassen, überlebte den Unfall. Das Flugzeug wurde zerstört. An allen Zündkerzen beider Triebwerke wurden Rußablagerungen festgestellt.[10]

- Am 23. Januar 2017 kamen beim Flugunfall einer Beechcraft Super King Air 300 des Unternehmens KAAZ LLC aus Tustin, Kalifornien (N385KA) beide Insassen ums Leben, als der Pilot kurz nach dem Start vom Flughafen Tucson die Kontrolle über die Maschine verlor. Toxikologische Untersuchungen ergaben, dass der Pilot unter erheblichem Einfluss von Medikamenten und Drogen gestanden hatte (siehe auch Flugunfall einer Beechcraft King Air auf dem Tucson International Airport 2017).[11][12]

## Verkehrszahlen
| Geschäftsjahr | Fluggastaufkommen | Luftfracht (Tonnen) (mit Luftpost) | Flugbewegungen |
| ------------- | ----------------- | ---------------------------------- | -------------- |
| 2017/18       | 3.551.159         | 28.752                             | 131.189        |
| 2016/17       | 3.413.451         | 26.202                             | 132.867        |
| 2015/16       | 3.228.389         | 28.088                             | 139.555        |
| 2014/15       | 3.181.901         | 30.034                             | 141.422        |
| 2013/14       | 3.239.849         | 29.399                             | 139.420        |
| 2012/13       | 3.308.620         | 31.014                             | 138.263        |
| 2011/12       | 3.649.783         | 32.407                             | 145.164        |
| 2010/11       | 3.676.894         | 27.951                             | 158.332        |
| 2009/10       | 3.709.178         | -                                  | -              |
| 2008/09       | 3.669.924         | -                                  | -              |
| 2007/08       | 4.395.205         | -                                  | -              |
| 2006/07       | 4.374.371         | -                                  | -              |

1. ↑  Die Geschäftsjahre enden jeweils am 30. September.
2. ↑  Die Geschäftsjahre enden jeweils am 30. September.

### Verkehrsreichste Strecken
| Rang | Stadt                       | Passagiere | Fluggesellschaft            |
| ---- | --------------------------- | ---------- | --------------------------- |
| 01   | Dallas/Fort Worth, Texas    | 293.090    | American                    |
| 02   | Los Angeles, Kalifornien    | 236.360    | American, Delta, Southwest  |
| 03   | Denver, Colorado            | 190.220    | Frontier, Southwest, United |
| 04   | Phoenix–Sky Harbor, Arizona | 174.950    | American                    |
| 05   | Las Vegas, Nevada           | 117.340    | Southwest                   |
| 06   | Chicago–O’Hare, Illinois    | 115.540    | American, United            |
| 07   | Atlanta, Georgia            | 102.750    | Delta                       |
| 08   | San Diego, Kalifornien      | 076.080    | Southwest                   |
| 09   | Seattle–Tacoma, Washington  | 066.300    | Alaska, Delta               |
| 10   | Houston–Bush, Texas         | 062.340    | United                      |